# Aeroportul Tshabong
Aeroportul Tshabong (IATA: TBY, ICAO: FBTS) este un aeroport din Districtul Kgalagadi, Botswana ce deservește zona Tshabong. A fost numit după zona deservită.
Situat la o altitudine de 960 m, aeroportul dispune de o singură pistă.